# 孔慶東香港人侮辱事件
孔慶東香港人侮辱事件(こうけいとうほんこんじんぶじょくじけん、繁体字中国語: 孔慶東辱罵港人事件)とは、北京大学中国語教授の孔慶東が、2012年初めに中国のネットワークテレビ第一視頻で、飲食禁止である香港MTRの列車内で中国大陸の子供が食事をし香港人の乗客に叱責された事件を解説した際に、「多くの香港人は犬だ」と発言したことにより発生した極めて大規模な論争である。

## 背景
事の発端は中国大陸の子供が香港のMTR東鉄線の車内でスナック麺を食べてMTRの条例に違反し、香港人の乗客に叱られたビデオがネットに投稿されたことである。孔慶東は、中国のネットワークテレビ第一視頻でそのビデオについてコメントし、言葉の応酬となった。 コメントの中で孔慶東は、中国人には普通話を話す義務があり、お互いの方言が異なる場合、双方が普通話を話す必要があると主張し、故意に普通話を話さない人はろくでなしだとした。
「多くの香港人は自分を中国人だと思っておらず、いつも口を開けば『私たちは香港、あなたたちは中国』と言っている。...... こいつらはイギリス植民地の犬として慣れているので、こいつらはみんな犬だ。人間ではない。香港人によい人がいることは知っているが、多くの香港人はやはり犬だ」
この「多くの香港人は犬だ」発言に続ける形で孔慶東は、
「また、映画に出てくる香港人の態度は良くないと思う。彼らは傲慢な優越感を持っていて、自分が間違っていることを他人が知ると、お互いに攻撃することをやめない。香港人は外国人や香港の地元の人をこのように扱うことはない、大陸中国人を狼のように扱うのではない。また、香港は中国の中でも質が悪いと思っているし、香港のツアーガイドやセールスマンは騙しあいで、多くの香港人は『人情』がないと思っている。だから、『香港人はかなり犬が多い』 。香港人がマナーが良いといわれるのは法律が厳しいからだ」
などと発言し香港人を激しく罵った。
この発言は、2012年1月21日に複数のメディアで「孔子の末裔が香港人を犬と呼ぶ」という見出しで報じられ、香港の各界に強い不満を抱かせた。

## 香港各界の反応
- 全国政協委員（中国語版）の劉夢熊（中国語版）は、梁振英の選挙活動に参加した際、孔慶東の発言を「国家を引き裂き、香港人を差別している」と批判した。孔慶東に対しては香港の人々に謝罪するよう強く要求し、北京大学は孔慶東を教職から解任すべきだと主張した。彼は、香港人は孔慶東に対し名誉毀損で集団訴訟を起こすべきだとも述べた[2]。
- 香港製造業協会（中国語版）会長で、北京市政協常委員会常任委員の施永浩は、「香港そのものがブランドであり、自信であり、品質を保証するものです」、「孔子の子孫がそのような発言をしたとしたら、本当に残念なこと」と述べた[3]。
- 中国の有名な芸術家で反体制派の艾未未は、ツイッターで「彼は北京大学のバカで、北京大学はヲタクの巣窟だ。」と述べた[要出典]。
- 孔子の子孫でもある香港の粤劇（中国語版）の有名人、謝雪心は、事件を聞いて悲しくなったと言い、「学識を持っていることと、人を尊重することは別である。普通の先生として別の学生を侮辱しないように望む。」と述べた[4]。
- 香港理工大学応用社会科学部の何国良（中国語版）准教授は、「法律に従うことは隷属的であり、本来は規制されていないことが品位の高い言論であることを彼が映している」と孔慶東の主張に反論した[5]。
- 香港の「開放雑誌」の編集長である蔡詠梅は、「孔慶東の行為は間違いなく個人的な行為ではない。背後に中国共産党の支持があり、孔慶東だけではなく、中国共産党政権を打倒するべきだ」と主張し、孔慶東を中国共産党の犬として糾弾した[要出典]。
- 香港のネットユーザーがSNSで展開した「圍堵中聯辦的行動(中聯辦封鎖行動)」に応じたのは約150人。22日に連絡事務所前でデモを行い、北京大学の孔慶東教授の発言に抗議し、謝罪を求めた[要出典]。
- 香港の俳優である黄秋生は、性格が破綻している孔慶東を「白痴」と呼び、「普通話を話せない人はろくでなしなら、孔子も普通話を話せないから、孔子もろくでなしだ」と問いかけた[要出典]。
- 香港のあるネットユーザーは、流行曲を替え歌にして、香港を訪れる大陸の観光客を「単なる『イナゴ』」と嘲笑した[6]。
- 事件後の数日間、香港の商業電台（中国語版）は事件についてコメントし、司会の陶傑は「孔慶東の発言は非論理的だ」、「同じように北京語ではなく方言を話す毛沢東や鄧小平もろくでなしではないか」、「孔慶東の発言が中国大陸で広く伝わっていいのか」と、事件に対する北京政府の立場を暗に示した[7]。

### 行政長官候補者の反応

#### 唐英年
唐英年は孔慶東が香港人を指して「犬」といったことに対し「法治は香港人の核心的価値であり、大多数の香港人は意識的に法を守っており、香港人の資質を表現しており、このような発言をするべきではない。」「孔慶東は大学教授であり、教授には品格がある。」「誰でも自分の言葉には責任を持たなければならないのだから、孔慶東も他の人と同じように自分の言葉に責任を持たなければならないと考えている。」と述べた。

#### 梁振英
梁振英は「孔慶東の発言は香港社会に対する中国大陸の一般的な見方を示すものではなく、香港は中国大陸の人々に香港のルールをもっと理解してもらうべきだと考えており、香港人は個人の発言を深読みする必要はない。」と述べた
。

### 政党、議員
- 自由党主席で香港立法会議員の劉健儀（中国語版）が、この事件に関して北京大学学長の周其峰に手紙を出し、孔慶東の発言が香港人の心を傷つけたと述べている[9]。
- 新民党副主席で港區全國人大代表の田北辰（中国語版）氏は、香港と大陸の同胞にたいして「香港市民田北辰」という署名入りの手紙を出し、孔慶東事件について、「族群対立を煽るような罵詈雑言が一般人から出るのは構わないが、孔慶東は中国の最高学府の教授であり、孔子の子孫であるため、影響力は侮れない」と指摘した[9]。

## 中国大陸内の各界反応
孔慶東の発言は、中国大陸でも賛否両論の反応を引き起こしている。賛成派は孔慶東の発言を「理にかなっている」と考える一方、反対派は孔慶東を「筋違い」と考え、言葉の暴力を使い、さらには「頭がおかしい」と考えている。反対派の中には、「香港人は犬だ」との発言について、孔慶東に謝罪を求めたり、北京大学からの追放を要求したりする人もいた。孔慶東の発言は、香港と中国大陸の対立を深め、公共道徳を傷つけ、族群の軋轢を引き起こすだけだと考える反対派もいる。
- 廈門大学の教授である孔庆东は、ブログ記事の中で孔慶東の「北京語を話せない人はみんなろくでなし」という発言を批判し、北京語を話せない何億もの中国人を侮辱していると指摘し、「彼らと関わるくらいなら、私はろくでなしになりたい」と主張した[10]。
- 香港人がMTRの車内でスナック菓子を食べた中国大陸の子供を叱責したことに抗議して、中国大陸の一部のネチズンが、中国の主要な新浪微博やブログを通じて、2012年1月27日に香港の東鉄線の列車内でわざと集団で菓子を食べることを呼びかけ、6万人が参加したと主張している[11]。しかし、実際には実行されなかった[12]。これを受けて香港MTRは見回りを強化した[13]。